# أ. بي هامان
أ. بي هامان (بالإنجليزية: A. P. Hamann)‏ هو ضابط أمريكي، ولد في 26 سبتمبر 1909، وتوفي في 27 مارس 1977 في مطار تنريف الشمالي في إسبانيا.